# La Croix-Valmer
La Croix-Valmer é uma comuna francesa na região administrativa da Provença-Alpes-Costa Azul, no departamento de Var. Estende-se por uma área de 22.28 km². Em 2010 a comuna tinha 3 879 habitantes (densidade: 174,1 hab./km²).